# Саут Бенд
 Тази статия е за града в Индиана.  За града във Вашингтон вижте Саут Бенд (Вашингтон).  
Саут Бенд (на английски: South Bend) е град в Индиана. При преброяването през 2000 г. населението му е 107 789 души. Населението на агломерацията е 316 663 души. Той е четвъртият по големина град в Индиана и в него се намира административното седалище на окръг Сейнт Джоузеф. Също така, градът е икономически и културен център на региона, по-известен като Мичиана (Мичиган и Индиана) и е най-известен като дом на университета на Нотр Дам.

## Известни личности
Родени в Саут Бенд
- Джанис Вос (1956 – 2012), космонавтка
- Дийн Норис (р. 1963), актьор
- Джордж Сийтън (1911 – 1979), режисьор

Починали в Саут Бенд
- Иван Мещрович (1883 – 1962), скулптор